# Thập niên 530 TCN
Thập niên 530 TCN hay thập kỷ 530 TCN chỉ đến những năm từ 530 TCN đến 539 TCN.